# آرامش خاطر
آرامش خاطر (به انگلیسی: Sukhmani: Hope for Life) فیلمی محصول سال ۲۰۱۰ و به کارگردانی مانجیت مان است. در این فیلم بازیگرانی همچون گورداس مان، جوهی چاولا، دیویا دوتا و روشن عباس ایفای نقش کرده‌اند.